# گستن (کارولینای جنوبی)
گستن(به انگلیسی: Gaston) شهری در ایالت کارولینای جنوبی کشور ایالات متحده آمریکا است که جمعیت آن در سرشماری سال ۲۰۱۰ میلادی، ۱٬۶۴۵ نفر بوده‌است.